# Acer sieboldianum
Acer sieboldianum är en kinesträdsväxtart som beskrevs av Friedrich Anton Wilhelm Miquel. Acer sieboldianum ingår i släktet lönnar, och familjen kinesträdsväxter. Inga underarter finns listade i Catalogue of Life.